# Culasián
Culasián es un barrio rural   del municipio filipino de tercera categoría de Dumarán perteneciente a la provincia  de Paragua en Mimaro,  Región IV-B.
En 2007 Culasián contaba con 712 residentes.

## Geografía
La sede del municipio de Dumarán se encuentra situada en isla del mismo nombre, mientras que su término queda repartido entre esta isla, ocupando la parte suroeste de la isla y separado por el canal de Dumarán la de La Paragua, considerada continental.
Linda al noroeste con el municipio de Araceli, nordeste de la isla; al norte con la bahía de Bentouán; al sur y al este con el Mar de Joló.
La parte continental linda al suroeste con el municipio de  Roxas; y al noroeste con el municipio de Taytay.
El barrio continental de Culasián se encuentra situado en la costa, al noroeste  de esta parte de municipio situado en la isla de La Paragua.
Linda al norte con el barrio de Pangolasián (Magsaysay);
al sur con el barrio de Danleg;
al este con el mar de Joló;
y al oeste con el barrio de  Itangil.

### Demografía
El barrio  de Culasián  contaba  en mayo de 2010 con una población de 738 habitantes.

## Historia
La misión de Dumarán formaba parte de la provincia española de  Calamianes, una de las 35 del archipiélago Filipino, en la parte llamada de Visayas. Pertenecía a la audiencia territorial  y Capitanía General de Filipinas, y en lo espiritual a la diócesis de Cebú.

Plano de la rada de Culasián levantado en 1889 por el Teniente de Navío D. M. Antón.